# Петровская, Нина Ивановна
Нина Ивановна Петровская (1879—1928) — русская писательница, переводчица, поэтесса и мемуаристка, игравшая заметную роль в литературной и богемной жизни начала XX века.

## Биография
Родилась в 1879 году (по другим данным, в 1884 году) в семье чиновника. Окончила зубоврачебные курсы.
Впервые выступила в печати на страницах альманаха «Гриф» в 1903 году. В дальнейшем печаталась в символистских изданиях «Весы», «Золотое руно», «Русская мысль», альманахе «Перевал», газетах «Утро России», «Голос Москвы», «Руль», «Новь» и других.
С 1897 по 1907 годы — помощница и жена Сергея Алексеевича Соколова (Кречетова), владельца издательства «Гриф» и редактора одноименного альманаха. Была широко известна в кругах московских символистов первого десятилетия XX века. Хозяйка литературного салона.
Участница литературного объединения «Аргонавты».
В 1903—1904 годах была возлюбленной Андрея Белого, сравнивавшего её с героиней романа Ф. М. Достоевского, Настасьей Филипповной.
Ко времени 1904—1908 годов относится роман Петровской с поэтом Валерием Брюсовым, сыгравший огромную роль в их жизни и творчестве. Образ Петровской, исполненной внутреннего трагизма и вечной неудовлетворенности собой и мирозданием, нашел отражение во многих стихах Брюсова (в цикле стихов «Stephanos»). Брюсов вывел Петровскую под именем Ренаты в романе «Огненный ангел» а взаимоотношения между нею, Андреем Белым и самим Брюсовым составили сюжетную канву романа. Беседы и споры Петровской с Брюсовым отражены, в свою очередь, в рассказах, вошедших в книгу Петровской «Sanctus amor». В 1924 году, после смерти Брюсова, Петровская написала о нём воспоминания. Переписка Брюсова и Петровской, освещающая как их личную жизнь, так и жизнь кругов московских символистов, вышла отдельным изданием в 2004 году. 
В 1908 году выпустила сборник рассказов «Sanctus Amor» (1908).
В 1911 году, после прекращения отношений с Брюсовым, навсегда уехала из России.

### Рим, Берлин, Париж
С 1911 по 1913 годы жила во Флоренции, с 1913 по 1922 год в Риме, бывала в Варшаве, лечилась в Мюнхене. Жила в крайней нужде, зарабатывала переводами.
С сентября 1922 года по 1926-й жила в Берлине. Сотрудница и постоянный автор берлинской газеты «Накануне», печатала статьи, воспоминания, рецензии, фельетоны, эссе. Причиной её переезда в Берлин стало то, что «немецкая столица, превратившаяся к тому времени в крупный русскоязычный издательский и культурный центр, своего рода „вольную территорию“ между послереволюционной Россией и Западом, представлялась ей как спасение, как драгоценная возможность возвращения к литературной жизни». Владислав Ходасевич и Нина Берберова описали свои встречи с Петровской в эти годы в воспоминаниях. У неё возникли новые контакты с Максимом Горьким и с крупными издательствами. Она планировала много переводить с итальянского и сотрудничать с Алексеем Толстым в подготовке отдельных переводов и изданий. Начала готовить к изданию антологию итальянской современной прозы при содействии О. Синьорелли.
В 1927—1928 годах жила в Париже. Страдала тяжелым нервным расстройством, усугубляемым алкоголем и пристрастием к морфию. Однако друзья отмечали, что при всём этом она «всё же остается ... сильной духом, ясно мыслящей, вполне сохранившей внутреннее достоинство».
Измученная нищетой и непониманием в эмигрантской литературной среде, Нина Петровская покончила с собой, после того, как в январе 1928 года умерла её младшая сестра Надежда, жившая вместе с ней; через месяц она отравилась газом в парижской гостинице в ночь на 23 февраля 1928 года. В некрологе говорилось: «Кончилась её подлинно страдальческая жизнь в маленьком парижском отеле, и эта жизнь — одна из самых тяжёлых драм нашей эмиграции. Полное одиночество, безвыходная нужда, нищенское существование, отсутствие самого ничтожного заработка, болезнь — так жила все эти годы Нина Петровская, и каждый день был такой же, как предыдущий, — без малейшего просвета, безо всякой надежды».

Нина Ивановна Петровская — интереснейшая представительница эпохи символизма, участница его возникновения и развития, свидетельница его падения, жертва этой эпохи и её же обвинительница, потому что её записи — настоятельный обвинительный акт. Эпоха была краткая, яркая и содержательная. Рядом с нарастающей бурей революции /…/ шла другая жизнь — богоискательства, суеверий, распутства, утонченного эстетизма и совершенно истинного служения искусству в пустом пространстве.. но символизм погиб навсегда.

## Переводы
В 1924 году в её переводе в Берлине в издательстве «Накануне» вышла сказка Карло Коллоди «Приключения Пиноккио», которую переделал и обработал Алексей Толстой. Впоследствии на основе обработки этого перевода он написал свой вариант «Пиноккио» — «Золотой ключик, или Приключения Буратино» (1936).